# Gáspár András (író)
Gáspár András (írói álnevén Wayne Chapman, Damien Forrestal, Ed Fisher, Lampert Gordon) (Budapest, 1965 – 2020. január 18. vagy előtte) magyar sci-fi és fantasy író, tevékeny formálója volt a kilencvenes évek alakulóban lévő magyarországi fantasztikus könyvkiadásának.

## Élete
Gáspár András 1965-ben született, s már az 1980-as évek elején elkezdett a sci-fi műfajjal foglalkozni. Előbb gimnazistaként fanzint szerkesztett, majd egyetemistaként fordítással is foglalkozott. 1985-től kezdve írt novellákat a Galaktika magazinba, majd tagja is lett a Kuczka Péter vezette szerkesztői stábnak.
1989-ben megszerezte a történelemtanári diplomát az Eötvös Loránd Tudományegyetem bölcsészettudományi karán. James Bond-fordítás és a Galaktika olvasószerkesztői teendőinek ellátása mellett az Atlantisz magazin társszerkesztője is egyben. 1990-ben megjelent a Kiálts farkast című regénye és az Ezüst félhold blues, valamint a Han Solo nomádjai (utóbbi Ed Fisher álnéven).
1991-ben újabb munkával jelentkezett, a Halál havában nevet viselő regénnyel (Wayne Chapman álnéven), melyet Novák Csanáddal közösen jegyzett. A kiadóval kapcsolatos viták miatt szerzőtársával együtt az önállósodás útjára léptek. Szerzőként és szerkesztőként dolgoztak az Új Vénusz magazinnál, emellett Gáspár András fordításában megjelent a Gyűrűkúra, mely sikert aratott a műfaj hazai kedvelői körében. Még szintén 1991-ben Gáspár András és Novák Csanád megalapították a Valhalla Páholy Kiadót.
Ennek keretében 1992-ben jelent meg az Észak lángjai című közös kötetük. Közreműködésüknek köszönhetően 1993 karácsonyára megjelent a M.A.G.U.S., 1994-ben pedig a Rúna magazin. 1994 és 1995 fordulójára elkészültek a Két hold című regénnyel, mely egy műfajok közötti alkotás lett fantasy és sci-fi elemekkel.
Az említettek mellett a Szántai Zsolttal közös A pokol kapui és a Tisztítótűz nevet viselő alkotásokat is kézbe vehette az olvasóközönség. Gáspár András 1996-ban írta meg a harmadik Gorduin-regényt, a Csepp és tengert, majd 1997-re készült el a Karnevállal. 1998-ban személyes és anyagi okokból kiszállt a Valhalla-vállalkozásból, s szabadúszóként próbált boldogulni. Megalapította a Ronin kiadót, amelynek keretein belül újabb M.A.G.U.S. sorozatba, a Garmacor-ciklusba kezdett.
1999-ben került a könyvesboltok polcaira a Két életem egy halálom, majd a Keleti szél 1 című munkája. A regények mellett hosszabb elbeszéléseket, novellákat is jegyzett. Az utóbbi években a szerző hallgatott: mind művészi tevékenysége, mint a műfajt illető szervezői tevékenysége szünetelt.
2004-ben szerzőtársával, Novák Csanáddal egyetértésben eladták a M.A.G.U.S. jogokat az Inomi kiadónak. Gáspár András azóta különféle játékfejlesztő cégeknél (Digital Reality, Stormregion) működik közre a játékok történetének kidolgozásában. 2006-ban a Tuan Kiadó szerezte meg a M.A.G.U.S. jogait.
2007 őszén Gáspár bejelentette megállapodását a Delta Vision kiadóval: ennek értelmében a Wayne Chapman néven jegyzett művei kapcsán innentől a Delta Vision képviseli érdekeit.

## Megjelent könyvei

### Tier nan Gorduin ciklus
- A Halál havában (P. sz. 3690) (1990, 1994, 2002) Unikornis kiadó, Valhalla Páholy Kft., Ronin
- Észak lángjai (P. sz. 3692) (1992, 1996, 2002) Valhalla Bt., Valhalla Páholy Kft., Ronin, Delta Vision
- Bíborhold magazin II. évfolyam 5-8. (1993) (A bárd és a démonok (P. sz. 3758))
- Csepp és tenger (P. sz. 3665) (1996, 2006) Valhalla Holding Kft., Tuan Kiadó
- Rúna magazin I. évfolyam 4-9. szám (Jutalomjáték (P. sz 3633))
- Legendák és Enigmák 1. (1996) (Jutalomjáték, Toroni vér (P. sz. 3637), A bárd és a démonok) Valhalla Holding Kft.
- A Fekete Dalnok (1997) (Csepp és tenger, A Halál havában, Észak Lángjai) Valhalla Holding Kft
- Karnevál I. (P. sz. 3697) (1997) Valhalla Holding Kft.
- Karnevál II. (1997) Valhalla Holding Kft.
- Legendák és Enigmák 7. (2000) (Megkövült napvilág (P. sz. 3693)) Val-ART-la Kiadói Kft.
- A vándorló dalnok (2001) (Jutalomjáték, Csepp és tenger, Toroni vér) Ronin
- Karnevál (2004) (Karnevál I-II) INOMI Kft.
- Keleti szél I. (P. sz. 3699) (1999, 2006) Val-ART-la Kiadói Kft., Tuan kiadó
- Keleti szél II. (2006) Tuan kiadó
- A bárd és a démonok (2007) (Halk szókkal, sötét húrokon, A bárd és a démonok, Leviatán, Odalent, Prófécia, Holtszezon, Megkövült napvilág) Tuan kiadó
- Megkövült Napvilág (2013) Delta Vision

### Egyéb M.A.G.U.S. könyvek
- Két Hold (1994, 2002) Valhalla Páholy Kft., Ronin
- Garmacor címere (1999, 2007) Ronin, Tuan Kiadó
- Garmacor vére (2011) Delta Vision
- Geofrámia (2003) INOMI Kft.
- Halk szókkal sötét húrokon (2013) (A teremtés titkos története, Leviatán, Halk szókkal, sötét húrokon, Együttállás, Prófécia, Zászlók hulltán, bálványok dőltekor) Delta Vision

### Egyéb művei
- Kiálts farkast (1990)
- Ezüst félhold blues (1990, 2007)
- Han Solo nomádjai (1992; Ed Fisher álnéven)
- Aliens vs. Predators – A túlélők (1994; Damien Forrestal álnéven)
- Aliens vs. Predators – Kelepce (1995; Damien Forrestal álnéven)
- Doom – A pokol kapui (1995; Damien Forrestal álnéven; társszerző: Szántai Zsolt)
- Doom 2. – Tisztítótűz (1995; Damien Forrestal álnéven)
- Profundis (1996; Ed Fisher álnéven)
- Skrull! – A kétéltű ember fiai (1997)
- Kathar Álmoskönyv (1998; Damien Forrestal álnéven)
- Két életem, egy halálom (1999)
- Ninive (1999; Damien Forrestal álnéven)

### Előkészületben
- Keleti Szél III.
- Holdfényember
- Garmacor utazása